# Prissé-le-Petit
Prissé-le-Petit era una comuna francesa, que estaba situada en el departamento de Deux-Sèvres, de la región de Nueva Aquitania, que en 1888 fue suprimida al fusionarse con una fracción de la comuna de Prissé-le-Grand, formando la comuna de Prissé.

## Demografía
| Gráfica de evolución demográfica de Prissé-le-Petit entre 1793 y 1886 |
|                                                                       |

Los datos demográficos contemplados en este gráfico de la comuna de Prissé-le-Petit se han cogido de la página francesa EHESS/Cassini.